# Juan de Castro Malagaray
Juan de Castro (y) Malagaray o Mallagaray (Cañete, c. febrero de 1570 - Cuenca, 11 de agosto de 1632) fue un compositor y maestro de capilla español.
No debe confundirse con Juan de Castro y Blas, más conocido como Juan Blas de Castro (1561-1631); ni con Juan de Castro (†1788), organista de la Catedral de Canarias.

## Vida
El origen de Juan de Castro resulta confuso por las diferentes referencias dadas por diversos autores. Mientras algunos musicólogos lo dan nacido en Valdemeca, un pueblo de la provincia de Cuenca y educado como infante del coro de la capilla de música de la Catedral de Cuenca, otros lo hacen nacido en Lieja, en los Países Bajos. Mientras que en el primer caso tendríamos la biografía habitual de un maestro de capilla español que se formó y trabajó toda su vida en la misma catedral, en el segundo se trataría de un importante compositor de la escuela francoflamenca, Johannes o Jean de Castro, activo en los Países Bajos, Francia y Alemania, que llegó a trabajar para el emperador en Viena, para posteriormente «retirarse» en la Catedral de Cuenca. En contra de esta segunda hipótesis destacan el hecho de que Jean de Castro habría nacido hacia 1540, lo que en este caso lo haría fallecer con más de 90 años, y que Jean de Castro continuaba publicando música secular en Europa occidental mientras trabajaba como maestro en Cuenca, lo que sería absolutamente extraordinario en el contexto de la música renacentista española.
Por otra parte, José Luis De la Fuente Charfolé, en su biografía El maestro de capilla Juan de Castro y Mallagaray (1570-1632) Discípulo de Felipe Rogier (2013) lo hace originario de Cañete, un pueblo de la provincia de Cuenca, nacido entre el 4 de septiembre de 1569, fecha del matrimonio de los padres, y el 8 de marzo de 1570. De hecho, acota la fecha de nacimiento entre enero o febrero de 1570. Permanecería en Cañete parte de su infancia, para trasladarse con su familia, perteneciente a la hidalguía acomodada, a Cuenca.

No menos calificado es el apellido de los Castro, Mallagarais, naturales de Cañete, como consta de la executoria, que ha ganado Iuã de Castro Mallagarais, Familiar del Sãto Oficio, en la çiudad de Cuẽca, Maestro de capilla en la Santa Iglesia, y persona tã insigne en este exercicio como benemerito đ toda estimaçion por sus honradas calidades.
Juan Pablo Mártir Rizo, Historia de la muy noble e leal ciudad de Cuenca (Madrid, 1629)

En cualquier caso, se sabe que estudió con Felipe Rogier, compositor francoflamenco activo en Madrid desde 1582, maestro de capilla de la Capilla flamenca. Allí sería compañero de estudios de músicos de la altura de Géry de Ghersem, Mateo Romero, Nicolas Dupont, Jean Dufon, Philippe Dubois, Jean de Loncin y Étienne Bernard, todos ellos flamencos, al contrario que Castro. De ellos, el compositor y poeta portugués Pedro Vas Rego dejó unos versos:

Ocho discípulos suyos
nos dexa, que sustituyan
muchos siglos de alabanzas
a su edad en flor caduca:
 Geri, Capitán, Du Pont,
Juan de Font, a quien se junta
Phelipe du Bois, Loncín
y Estevan Bernardo Dutra.
Todos con Malagaray
sus dulces panales chupan,
de que estrujaron el néctar,
que en toda España redunda.
Cayó la suerte en Mathías
Rosmarín, que se intitula
o Romero o Capitán,
porque sobre todos triunfa.

Tras el fallecimiento de Rogier en 1596 finaliza su formación en Madrid y Castro se trasladó a Osuna hacia 1597, donde fue maestro de capilla de la Colegiata de Santa María. No permaneció mucho tiempo, ya que el 27 de octubre de 1600 ya se nombraba a su sucesor en Sebastián de Morales.
El 27 de octubre de 1600 Castro fue nombrado para el magisterio de la Catedral de Cuenca, precedido de una fama considerable, como muestra el sueldo que se le concedió y que se aumentó en 1605.
Juan de Castro era un hombre casado, dos veces, una 1608 y otra en 1612, padre de cinco hijos, todos de su segunda esposa. El hecho generó reticencias de otras Catedrales para contratarlo, a pesar de que se trataba de un compositor de primera clase. Castro admiraba profundamente a Tomás Luis de Victoria y en 1601 el cabildo conquense le encargó llevar al maestro Victoria 400 reales que adeudaban por la compra de un libro de canto que Vitoria había mandado desde Madrid. El hecho también da muestra de las intenciones de renovación de la música y la capilla que llegaban a Cuenca con el maestro Castro. El cabildo no solo compró un libro de Victoria, sino también compró libros de Palestrina, Guerrero y Morales.
En 1612 se encontraba preso. Se desconocen las razones y es de suponer que fue por razones de «escándalo», «reyerta pública» o «denuncia contra el honor», hecho relativamente frecuente en el facistol. Parece que el delito no debió ser muy grave, ya que solo estuvo de treinta a cuarenta días preso y el 3 de mayo el cabildo ordenaba,

[...] que [...] el secretario vaya a la carçel donde esta el maestro de Capilla Juan de Castro y le notifique que para que los villançicos que tiene hechos para la fiesta del Corpus deste año se preuen los de y enuie al Cabildo para el dicho o efecto.

De hecho, el cabildo debería haberle descontado 13188 maravedís los días que no estuvo en la Catedral, pero decidió perdonarle 51000, además perdonarle las multas por su falta de asistencia a las fiestas a las que tenía obligación o el coste del sustituto. Se conservan otras trifulcas en las que Castro se vio envuelto:

Proposiçion del señor Sean en raçon de çierto desorden que auia auido en el Cabildo para [lo] que les auia hecho juntar. El señor Dean propuso que para [lo] que les auia pedido [que] se juntasen era para dar quenta del exçeso que en el Coro auia auido esta tarde al tiempo de la magnifica entre Lope Garçia cantor y el Maestro de capilla de todos le sauian pues se auian allado en el [...] para que se acordase lo que mas conbiniese y se auia ynformado la mucha culpa que de ello tubo el dicho Lope Garçia y la ocasion que le dio al maestro para qualquiera pesadumbre, auendose votado se acordó que la pena puesta de los diez ducados del señor Dean por auerse salido del Coro se quedase y que para uer el castigo que se le puede dar a Lope Garçia se le de quenta al señor Obispo.
Actas capitulares de la Catedral de Cuenca

Tras la imposición de la multa de 50 ducados y una investigación que duró dos años, el maestro Castro fue exonerado. El suceso también deja entrever el carácter del maestro de capilla, que no debía ser pusilánime.
En general, el cabildo estuvo satisfecho con el trabajo del maestro Castro hasta el 11 de agosto de 1632, día de su fallecimiento en Cuenca. De forma sorprendente, el cabildo se encargó de aliviar la pobreza de la familia del maestro, entregándole veintidós fanegas de trigo anuales, que la viuda agradeció entregando varias composiciones de Castro al cabildo.

[...] vistos dichos papeles y considerado su mucho valor por ser obra de un maestro tan grande de quien se tuvo opinión por ser tan entendido en estas materias, en remuneración de sus servicios y por lo que al presente hace por dar papeles tan importantes doña Catalina del Castillo y teniendo en cuenta las necesidades y obligaciones que tiene criando cinco hijos [...]

## Obra
En cualquier caso, Restituto Navarro Gonzalo lo considera el maestro de capilla más destacado de la Catedral de Cuenca. Sus obras van desde motetes serios y conservadores a villancicos y negros alegres y festivos.
Se conservan composiciones del maestro Castro en la Catedral de Cuenca y en El Escorial, todas ellas de carácter religioso. Entre ellas destaca el motete para Martes Santo, Caligaverunt, a seis voces.